# Josef Vojta
Josef Vojta (ur. 19 kwietnia 1935 w Pilźnie, zm. 6 marca 2023) – były czeski piłkarz. Podczas piłkarskiej kariery Josef Vojta grał w Sparcie Praga oraz reprezentacji Czechosłowacji, dla której zaliczył siedem występów. Był uczestnikiem Euro 1960, gdzie razem z drużyną narodową zdobył trzecie miejsce. Zdobył także srebrny medal na igrzyskach olimpijskich w 1964 roku.